# Sphiggurus
Sphiggurus (свігур) — рід ссавців родини Голкошерстові (Erethizontidae) ряду гризуни, представники якого мешкають від Мексики до північної Аргентини й Парагваю. Це тварини невеликої ваги, нічні, деревинні та рослиноїдні.

## Систематика
- Рід Sphiggurus включає 9 видів:
  - Вид Sphiggurus ichillus
  - Вид Sphiggurus insidiosus
  - Вид Sphiggurus melanurus
  - Вид Sphiggurus mexicanus
  - Вид Sphiggurus pruinosus
  - Вид Sphiggurus roosmalenorum
  - Вид Sphiggurus spinosus
  - Вид Sphiggurus vestitus
  - Вид Sphiggurus villosus